# Thomas Brewster
Thomas Brewster –conocido como Tom Brewster– (Saint Andrews, 10 de abril de 1974) es un deportista británico que compite por Escocia en curling.
Participó en los Juegos Olímpicos de Sochi 2014, obteniendo una medalla de plata en la prueba masculina.
Ganó cuatro medallas en el Campeonato Mundial de Curling entre los años 2002 y 2013, y una medalla de bronce en el Campeonato Europeo de Curling Masculino de 2013.

## Palmarés internacional
| Representando al Reino Unido |                           |                   |        |
| Juegos Olímpicos             |                           |                   |        |
| Año                          | Lugar                     | Medalla           | Prueba |
| 2014                         | Sochi (Rusia)             | Medalla de plata  | Equipo |
| Representando a Escocia      |                           |                   |        |
| Campeonato Mundial           |                           |                   |        |
| Año                          | Lugar                     | Medalla           | Prueba |
| 2002                         | Bismarck (Estados Unidos) | Medalla de bronce | Equipo |
| 2011                         | Regina (Canadá)           | Medalla de plata  | Equipo |
| 2012                         | Basilea (Suiza)           | Medalla de plata  | Equipo |
| 2013                         | Victoria (Canadá)         | Medalla de bronce | Equipo |
| Campeonato Europeo           |                           |                   |        |
| Año                          | Lugar                     | Medalla           | Prueba |
| 2013                         | Stavanger (Noruega)       | Medalla de bronce | Equipo |